# Bunny (fumetto)
Bunny è stata una serie a fumetti edita in Italia dagli anni cinquanta agli anni novanta edita da vari editori; era l'edizione italiana delle serie a fumetti prodotte negli Stati Uniti d'America e incentrate sui personaggi della serie di cartoni animati dei Looney Tunes.

## Storia editoriale
La prima serie esordì nel 1957 edita dalla Periodici Bunny in formato tascabile fino al 1958; rappresenta l'esordio di una lunga serie di testate a fumetti ispirati ai cartoni animati della Warner Bros.; le storie sono tratte dall'edizione americana pubblicata dalla casa editrice Dell. Nel 1960 la Periodici Bunny pubblicò una seconda serie omonima, edita fino al 1962, sempre incentrata sui personaggi tratti dai cartoni della Warner Bros. come Titti e Silvestro, Daffy Duck o Beep-Beep, realizzati da autori come Fred Abranz, Tony Strobl, Phil DeLara, Ken Champin o Pete Alvarado e pubblicati negli USA sempre dalla Dell. Dal marzo 1962 le storie continuarono sul nuovo periodico edito dalla Cenisio, Bug’s Bunny presenta Silvestro. Dal 1978 al 1989 la Cenisio, che era subentrata come detentrice dei diritti, pubblicò una nuova testata, Bugs Bunny, dedicata a ristampare una selezione di storie tratte da Bunny della Periodici Bunny e dalla serie dedicata a Silvestro che pubblicava dal 1962.
Negli anni novanta le serie a fumetti dei personaggi della Warner Bros. vennero pubblicate in Italia nella testata Bunny Band, edita dalla Egmont Publishing dal 1992 al 1997 per 71 numeri.